# Marcel Pavel
Marcel Pavel (Independenţa, 4 de dezembro de 1959) é um popular cantor romeno. Os seus talentos como cantor fizeram com que chegasse às apradas de vendas da Roménia. Em 2002, foi eleito como "A melhor voz masculina". O seu primeiro sucesso foi  "Frumoasa mea" por Ovidiu Komornyc. O seu último álbum foi "De dragul tău" de 2007.
Em 2002, venceu a final romena de apuramento para o Festival Eurovisão da Canção 2002, juntamente com a cantora   Monica Anghel. A canção deles  "Tell Me Why", que alcançou o nono lugar, a melhor classificação da Roménia até então.

## Discografia
- Frumoasa mea (2000)
- Concert live la Ateneul Român – Marcel Pavel și invitații săi (2001)
- Te vreau lângă mine (2001)
- Doar pentru tine (2004)
- De dragul tău (2007)